# Llista de topònims de Sudanell
Llista de topònims (noms propis de lloc) del municipi de Sudanell, al Segrià
Informació actualitzada per un bot. Els canvis manuals es perdran quan s'actualitzi!

## casa
| imatge | Nom           | Ubicat a | instància de | Detalls                                  | coordenades                                                                       | Protecció                                  | Commons (més fotos)  | Dades a WD                    |
| ------ | ------------- | -------- | ------------ | ---------------------------------------- | --------------------------------------------------------------------------------- | ------------------------------------------ | -------------------- | ----------------------------- |
|        | Ca l'Elvireta | Sudanell | casa         | Estil: arquitectura popular 16th century | 41° 33′ 28″ N, 0° 34′ 03″ E / 41.55781°N,0.56761°E ca:C. Major, 4 152 msnm        | bé integrant del patrimoni cultural català | Ca l'Elvireta        | Modifica les dades a Wikidata |
|        | Cal Mallorca  | Sudanell | casa         | Estil: arquitectura popular 18th century | 41° 33′ 26″ N, 0° 34′ 00″ E / 41.55732°N,0.56679°E ca:C. Sant Pere, 13 150 msnm   | bé integrant del patrimoni cultural català | Cal Mallorca         | Modifica les dades a Wikidata |
|        | Cal Patet     | Sudanell | casa         | Estil: arquitectura popular 15th century | 41° 33′ 27″ N, 0° 34′ 02″ E / 41.55751°N,0.56729°E ca:Pl. Ajuntament, 10 152 msnm | bé integrant del patrimoni cultural català | Cal Patet (Sudanell) | Modifica les dades a Wikidata |

## masia
| imatge | Nom                | Ubicat a | instància de | Detalls | coordenades                                                          | Protecció | Commons (més fotos) | Dades a WD                    |
| ------ | ------------------ | -------- | ------------ | ------- | -------------------------------------------------------------------- | --------- | ------------------- | ----------------------------- |
|        | Torre Forcada      | Sudanell | masia        |         | 41° 33′ 00″ N, 0° 33′ 02″ E / 41.54987653677°N,0.55051687299761°E    |           |                     | Modifica les dades a Wikidata |
|        | Torre Ginera       | Sudanell | masia        |         | 41° 33′ 45″ N, 0° 34′ 26″ E / 41.5623876984511°N,0.573875083696252°E |           |                     | Modifica les dades a Wikidata |
|        | Torre de l'Agneta  | Sudanell | masia        |         | 41° 33′ 13″ N, 0° 33′ 05″ E / 41.5536166264324°N,0.55142234574423°E  |           |                     | Modifica les dades a Wikidata |
|        | Torre del Fusteret | Sudanell | masia        |         | 41° 33′ 27″ N, 0° 33′ 44″ E / 41.5574331266812°N,0.56233360892378°E  |           |                     | Modifica les dades a Wikidata |
|        | Torre del Mestret  | Sudanell | masia        |         | 41° 33′ 34″ N, 0° 33′ 16″ E / 41.5595807057816°N,0.55447065852514°E  |           |                     | Modifica les dades a Wikidata |
|        | Torre del Patet    | Sudanell | masia        |         | 41° 33′ 54″ N, 0° 34′ 18″ E / 41.564989696382°N,0.571703063699121°E  |           |                     | Modifica les dades a Wikidata |

## Misc
| imatge | Nom                           | Ubicat a                                                             | instància de                                   | Detalls                                                       | coordenades | Protecció                                  | Commons (més fotos)              | Dades a WD                    |
| ------ | ----------------------------- | -------------------------------------------------------------------- | ---------------------------------------------- | ------------------------------------------------------------- | --- | ------------------------------------------ | -------------------------------- | ----------------------------- |
|        | Molí i séquia de les Torres   | Sudanell                                                             | molí d'aigua                                   | Estil: arquitectura popular                                   | | bé integrant del patrimoni cultural català |                                  | Modifica les dades a Wikidata |
|        | Pont de les Cinc Boqueres     | Sudanell                                                             | pont aqüeducte                                 | Estil: arquitectura popular 20th century Travessa: riu de Set | 41° 33′ 08″ N, 0° 34′ 53″ E / 41.55217°N,0.58151°E ca:Afores de la vila, al canal de Serós 147 msnm                                           | bé integrant del patrimoni cultural català | Pont de les Cinc Boqueres        | Modifica les dades a Wikidata |
|        | Sala de Reunió i Ball         | Sudanell                                                             | edifici                                        | Estil: arquitectura popular                                   | 41° 33′ 26″ N, 0° 33′ 58″ E / 41.55709°N,0.56601°E                                                                                            | bé integrant del patrimoni cultural català |                                  | Modifica les dades a Wikidata |
|        | Sant Pere de Sudanell         | Sudanell                                                             | església                                       | Estil: arquitectura barroca                                   | 41° 33′ 24″ N, 0° 34′ 00″ E / 41.55676°N,0.56654°E 152 msnm                                                                                   | bé integrant del patrimoni cultural català | Església de Sant Pere (Sudanell) | Modifica les dades a Wikidata |
|        | Segre                         | Catalunya Pirineus Orientals                                         | riu curs d'aigua riu aurífer                   | Desemboca: Ebre Llarg: 265km Conca: 22400km²                  | 42° 24′ 09″ N, 2° 06′ 30″ E / 42.4025°N,2.1084°E 41° 21′ 48″ N, 0° 18′ 16″ E / 41.3633°N,0.3044°E                                             |                                            | Segre River                      | Modifica les dades a Wikidata |
|        | Sudanell                      | Sudanell                                                             | entitat singular de població capital municipal | 897 hab                                                       | 41° 33′ 23″ N, 0° 34′ 04″ E / 41.55633°N,0.56779°E 155 msnm                                                                                   |                                            |                                  | Modifica les dades a Wikidata |
|        | Tossal de Montclús            | Sudanell                                                             | muntanya                                       |                                                               | 41° 33′ 35″ N, 0° 34′ 34″ E / 41.5596°N,0.57616389°E 156.9 msnm                                                                               |                                            |                                  | Modifica les dades a Wikidata |
|        | canal de Seròs                | Lleida Albatàrrec Montoliu de Lleida Sudanell Torres de Segre Aitona | canal                                          | Desemboca: Segre                                              | 41° 37′ 16″ N, 0° 38′ 42″ E / 41.62121194444445°N,0.6450750000000001°E 41° 28′ 29″ N, 0° 27′ 13″ E / 41.47470194444445°N,0.4535580555555555°E |                                            | Canal de Seròs                   | Modifica les dades a Wikidata |
|        | casa consistorial de Sudanell | Sudanell                                                             | casa consistorial                              |                                                               | 41° 33′ 28″ N, 0° 34′ 01″ E / 41.55767986172313°N,0.5670447355341213°E                                                                        |                                            |                                  | Modifica les dades a Wikidata |
|        | riu de Set                    | Garrigues Segrià                                                     | curs d'aigua                                   | Desemboca: Segre Llarg: 45km                                  | 41° 21′ 12″ N, 0° 57′ 01″ E / 41.353224°N,0.950175°E 41° 33′ 52″ N, 0° 33′ 19″ E / 41.564403°N,0.555266°E                                     |                                            | Riu de Set                       | Modifica les dades a Wikidata |